# Henrique Dias Duque Estrada
Henrique Dias Duque Estrada (Magé, 27 de junho de 1871 – Rio de Janeiro, 27 de agosto de 1951) foi um médico brasileiro.
Filho de Luiz Dias Duque Estrada e de Joaquina Caminha da Veiga. Bacharel em ciências e letras pelo Colégio Pedro II, graduou-se em medicina pela Faculdade de Medicina do Rio de Janeiro, em 29 de janeiro de 1898, apresentando a monografia “Tratamento do pé torto varus equinos congênito na infância”.
Foi eleito membro titular da Academia Nacional de Medicina em 1904. Para o livro que a Academia Nacional de Medicina publicou, por ocasião do centenário do ensino médico no Brasil, escreveu um estudo sobre a bibliografia da hematologia do beribéri.